# Adolf Hauser (1811-1862)
Pour les articles homonymes, voir Hauser.
Ne pas confondre avec Adolf Hauser, né en 1831 et mort en 1892.
Adolf Hauser, né le 11 avril 1811 à Leuggern et mort le 25 janvier 1862 à Bad Zurzach, est un avocat suisse, juge suppléant et personnalité politique, membre du parti radical-démocratique.

## Biographie
Après avoir étudié le droit, il obtient le brevet argovien d'avocat en 1837. Il a été avocat à Zurzach puis juge suppléant au tribunal cantonal. Il aurait pu être juge, mais il refusa à plusieurs reprises son élection. Au Grand Conseil argovien, il a été député radical de 1841 à 1846 et de 1852 à 1861. Conseiller national de 1856 à 1860, il a également été membre du conseil ecclésiastique.